# 陈为典
陈为典（1936年—），男，福建福清人，中华人民共和国法学家、法律工作者，曾任中国法学会副会长、秘书长，最高人民检察院法纪检察厅厅长，中国人权研究会常务理事。